# 도파르주

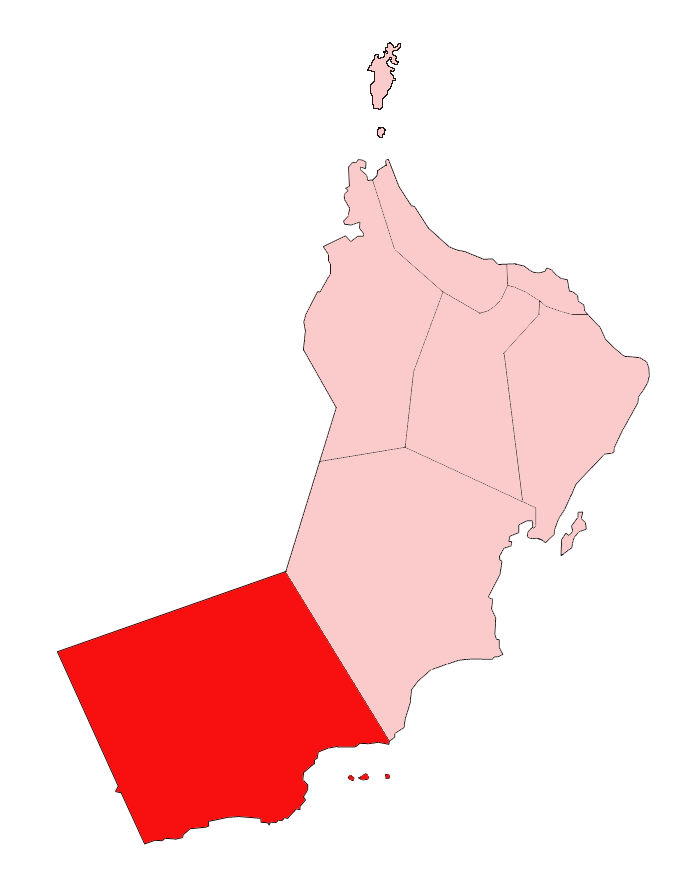
도파르주의 위치

도파르주(아랍어: محافظة ظُفار 주파르[*])는 오만 남부에 위치한 주로 주도는 살랄라이며 인구는 99,300명(2003년 기준), 면적은 215,960km2이다. 북동쪽으로는 중부주와 접하며 북서쪽으로는 사우디아라비아, 남서쪽으로는 예멘과 국경을 접한다. 10개 구를 관할한다.